# Федосьинский сельский округ
Федосьинский сельский округ — упразднённая административно-территориальная единица, существовавшая на территории Коломенского района Московской области в 1994—2006 годах.
Федосьинский сельсовет был образован в первые годы советской власти. По данным 1922 года он входил в состав Федосьинской волости Коломенского уезда Московской губернии.
В 1926 году Федосьинский с/с включал 1 населённый пункт — село Федосьино.
В 1929 году Федосьинский с/с был отнесён к Коломенскому району Коломенского округа Московской области. При этом к нему был присоединён Подберезниковский с/с.
12 апреля 1952 года из Федосьинского с/с в Субботовский было передано селение Подмалинки.
14 июня 1954 года к Федосьинскому с/с были присоединены Жуковский и Субботовский с/с.
22 июня 1954 года из Лукерьинского с/с в Федосьинский был передан посёлок 1-го отделения совхоза «Проводник».
1 февраля 1963 года Колменский район был упразднён и Федосьинский с/с вошёл в Коломенский сельский район. 11 января 1965 года Федосьинский с/с был возвращён в восстановленный Коломенский район.
17 августа 1965 года из Федосьинского с/с в Шкиньский были переданы селения Богдановка, Дубна, Коростыли, Мякинино, Печенцино, Подмалинки и Субботово
30 мая 1978 года в Федосьинском с/с было упразднено селение Якшино.
23 июня 1988 года в Федосьинском с/с были упразднены деревня Горбово и посёлок участка Лес.
3 февраля 1994 года Федосьинский с/с был преобразован в Федосьинский сельский округ.
27 июля 2001 года из Шкиньского с/о в Федосьинский были переданы селения Богдановка, Дубна, Коростыли, Мякинино, Печенцино, Подмалинки и Субботово.
26 июня 2003 года в Федосьинском с/о была упразднена деревня Жуково.
23 сентября 2003 года к Федосьинскому с/о был присоединён Лукерьинский сельский округ. Одновременно из Федосьинского с/о в Биорковский была передана деревня Солосцово, а из Никульского с/о в Федосьинский — деревни Ворыпаевка и Шапкино.
10 ноября 2004 года центр Федосьинского с/о посёлок совхоза «Проводник» был переименован в посёлок Проводник.
В ходе муниципальной реформы 2004—2005 годов Федосьинский сельский округ прекратил своё существование как муниципальная единица. При этом все его населённые пункты были переданы в сельское поселение Проводниковское.
29 ноября 2006 года Федосьинский сельский округ исключён из учётных данных административно-территориальных и территориальных единиц Московской области.